# Alfred Vail
Alfred Lewis Vail (Morristown, Nova Jersey, 25 de setembre de 1807 – 18 de gener de 1859) fou un maquinista i inventor. Fou crucial, amb Samuel F.B. Morse, per desenvolupar i comercialitzar el telègraf entre 1837 i 1844. Vail i Morse foren els dos primers operadors en el primer experiment de Morse entre la línia de Washington DC, i la de Baltimore, i Vail agafà la responsabilitat de desenvolupar diverses línies de telègrafs entre 1845 i 1848. També fou el responsable de diverses innovacions tècniques en el sistema de Morse, particularment manant claus i millorant els registres de gravació i les cintes magnètiques de transmissió.